# Wir sind alle kleine Sünderlein
Wir sind alle kleine Sünderlein ist ein deutscher Schlager. Die Melodie stammt von dem alten schlesischen Volkslied Wenn wir sonntags in die Kirche geh’n (Wenn mer suuntichs ei de Kerche giehn, aufgezeichnet 1887). Der deutsche Schlagerkomponist und Liedtexter Heinz Korn dichtete 1964 den Text „Wir sind alle kleine Sünderlein“ zu dieser Melodie, die von Werner Twardy und Fred Conta bearbeitet wurde. Gesungen wurde das Lied von Willy Millowitsch unter anderem in dem Spielfilm Alter Kahn und junge Liebe (1973). Das Lied wurde auf Schallplatte aufgenommen (Label Polydor) und mehrfach auf LP und Audio-CD wiederveröffentlicht.
1972 war die Titelzeile das Motto des Kölner Rosenmontagszugs.